# Nérac
Nérac – miejscowość i gmina we Francji, w regionie Nowa Akwitania, w departamencie Lot i Garonna.
Według danych na rok 1990 gminę zamieszkiwało 7015 osób, a gęstość zaludnienia wynosiła 112 osób/km² (wśród 2290 gmin Akwitanii Nérac plasuje się na 51. miejscu pod względem liczby ludności, natomiast pod względem powierzchni na miejscu 87.).